# Black Rebel Motorcycle Club
Black Rebel Motorcycle Club est un groupe américain de rock, originaire de San Francisco. Il est actuellement[Quand ?] basé à Los Angeles, et constitué de Peter Hayes (chant, guitare, basse), Robert Turner (de son vrai nom Robert Levon Been ; basse, guitare, chant), et Leah Shapiro (batterie). Robert Turner a choisi un pseudonyme afin de s'affranchir de l'influence de son père, Michael Been, chanteur de The Call.

## Historique

### Prémices (1995–1997)
Les premières traces de Black Rebel Motorcycle Club sont à chercher en 1995, quand Peter Hayes et Robert Turner, alors lycéens, font connaissance à San Francisco. Tous deux sont passionnés par les groupes britanniques du début des années 1990, notamment ceux du label Creation (The Jesus and Mary Chain, My Bloody Valentine, Ride…). Ils rejoignent cependant chacun d'autres groupes, tout en essayant de garder le contact afin de monter leur propre groupe dès que possible. Peter Hayes a un moment œuvré en tant que guitariste au sein d'un des groupes les plus prolifiques de la scène underground américaine des années 1990, The Brian Jonestown Massacre[réf. souhaitée], il fait d'ailleurs pour cela partie de la distribution du documentaire rock tourné par Ondi Timoner, Dig! relatant l'itinéraire de deux groupes, les Dandy Warhols et les Brian Jonestown Massacre dans le monde de l'industrie musicale.

### Formation et débuts (1998–2003)
C'est en 1998 qu'ils quittent leurs projets respectifs et qu'ils forment, avec le batteur Nick Jago, originaire de Cornouailles, un groupe appelé The Elements. Leur premier concert a lieu dès novembre 1998, mais le groupe change peu après de nom en découvrant un homonyme[réf. souhaitée] et opte pour Black Rebel Motorcycle Club, en référence au film L'Équipée sauvage (1953) ; le Black Rebel Motorcycle Club est le gang de motards mené par le personnage de Marlon Brando.
En 1999, une démo 16 pistes est enregistrée et pressée à 500 exemplaires, tous vendus au cours des concerts. Le groupe déménage alors à Los Angeles et est remarqué par la station de radio KCRW ; mais l'enthousiasme qu'il provoque[Interprétation personnelle ?] atteint rapidement le Vieux Continent, où la BBC Sheffield nomme leur démo « Enregistrement de la semaine ». La démo tombe même entre les mains de Noel Gallagher, coleader de Oasis, qui déclare alors au magazine Mojo que Black Rebel Motorcycle est son nouveau groupe préféré[réf. nécessaire]. De fait, le groupe bénéficie de l'engouement de la presse musicale autour du « renouveau du rock », mené par les Strokes ou les Kings of Leon. Les propositions affluent[réf. nécessaire], des majors comme des labels indépendants, mais c'est finalement sur Virgin Records qu'est signé Black Rebel Motorcycle Club, en mars 2000.
Après une courte tournée américaine aux côtés des Dandy Warhols[réf. souhaitée], le groupe entre en studio et enregistre un premier album qui paraît en mars 2001. Les influences shoegazing du groupe s'y mêlent à un son crasseux évoquant The Stooges ou The Gun Club[réf. souhaitée]. Les mélodies ne sont pas en reste, et Black Rebel Motorcycle Club accède directement au statut de révélation[réf. nécessaire].

### Howl(2003–2006)
Deux ans plus tard, en septembre 2003, le groupe revient avec un album plus sombre et toujours aussi percutant[réf. nécessaire], Take Them on, on Your Own, mais est remercié par Virgin Records huit mois plus tard. De plus, Nick Jago quitte le groupe à la fin de la tournée d'été 2004 pour cause de « conflits internes » (en fait des problèmes de drogues et d'alcool)[réf. nécessaire].
Il s'agissait heureusement d'une mauvaise passe provisoire[Interprétation personnelle ?], puisque dès 2005 le groupe signe sur le label Echo en Europe et sur RCA aux États-Unis et dans le reste du monde. Nick Jago, lui, réintègre Black Rebel Motorcycle Club au cours de l'enregistrement du troisième album, Howl, qui paraît en août. Howl marque une évolution dans le style du trio[réf. souhaitée] : les chansons sont ici plus acoustiques et influencées par l'Americana, ce qui leur confère une tonalité presque country.

### Nouveaux albums (2007–2016)
De retour en 2007 pour un nouvel album, nommé Baby 81, dans lequel le rock’n’roll retrouve le cœur charbonneux de leur adolescence[style à revoir], les trois musiciens distillent un rock sombre, poisseux et confiné le tout sur fond de paroles remarquablement recherchées et puissantes[non neutre] ; balancées par la voix abrasive de Peter.
Le 1er novembre 2008, le groupe publie son sixième album The Effects of 333, vendu exclusivement sur internet indépendamment de toute maison de disques. La formation du groupe changera ensuite. C'est Leah Shapiro qui remplace désormais Nick Jago à la batterie pour leur album Beat the Devil’s Tattoo sorti le 15 mars 2010. Le groupe s'investit également régulièrement dans des opérations humanitaires[réf. nécessaire]. Il n'hésite pas à donner certaines informations très personnelles sur son site internet, comme la mort du père du bassiste Robert Been ou la maladie touchant la nouvelle batteuse, Leah Shapiro.
Le groupe continue de tourner malgré différents obstacles. Pendant leur tournée en 2013, les organisateurs du festival Harvest en Australie décident d'abandonner l'événement, pour lequel BRMC était en tête d'affiche. Le 2 octobre 2014, le groupe annonce le mixage d'un nouvel album live album et d'un DVD enregistré à Paris pendant la tournée Specter at the Feast.

### Wrong Creatures(depuis 2017)
En mai 2017, le groupe confirme un nouvel album studio pour la fin de l'année 2017. Le 12 septembre 2017, ils annoncent l'album, Wrong Creatures, pour le 12 janvier 2018. L'annonce s'accompagne d'une nouvelle chanson, Little Thing Gone Wild.

Autres participations :
En 2020, Robert Levon Been participe au titre that's all you got du groupe de Seattle Night beats, et on[Qui ?] retrouve Peter Hayes sur deux titres du groupe français animal triste : tell me how bad i am et with every bird.

## Discographie

### Albums studio
- 2001 : Black Rebel Motorcycle Club
- 2003 : Take Them on, on Your Own
- 2005 : Howl
- 2007 : Baby 81
- 2007 : American X : Baby 81 Sessions
- 2008 : The Effects of 333
- 2010 : Beat the Devil’s Tattoo
- 2013 : Specter at the Feast
- 2018 : Wrong Creatures

### Albums live
- 2009 : Live
- 2015 : Live in Paris